# Iakov Zeldovitch
Pour les articles homonymes, voir Zeldovitch.
Iakov Borissovitch Zeldovitch (en russe : Яков Борисович Зельдович, translitt. ISO 9 : Âkov Borisovič Zel'dovič ) né le 8 mars 1914 et mort le 2 décembre 1987 est un astrophysicien et physicien théoricien soviétique. Il développa la théorie des réactions en chaîne. Il joua un rôle important dans le développement de l'arme nucléaire et thermonucléaire soviétique (à l'origine de certaines idées cruciales des bombes soviétiques nucléaire et à hydrogène, dont il dirigea un groupe d'étude). Il découvrit avec Igor Novikov et Andreï Dorochkevitch les premiers indices qu'un trou noir n'a pas de cheveux. Il proposa avec Igor Novikov les méthodes astronomiques de recherche des trous noirs dans notre Galaxie, qui semblent finalement avoir réussi. Il proposa indépendamment de Salpeter que des trous noirs supermassifs fournissent leur énergie aux quasars et aux radiogalaxies. Il eut l'idée que les lois de la mécanique quantique pourraient permettre aux trous noirs en rotation de rayonner et de ralentir, et prouva avec Alexeï Starobinski qu'il en est ainsi. Mais il s'opposa à la preuve de Stephen Hawking que même des trous noirs qui ne tournent pas peuvent rayonner et s'évaporer.
Il fit d'importantes contributions dans les champs de l'adsorption et de la catalyse, des ondes de chocs, de la physique nucléaire, de la physique des particules, de l'astrophysique, de la cosmologie et de la relativité générale.

## Biographie
Iakov Zeldovitch naît à Minsk en 1914 et sa famille déménage, quatre mois après sa naissance, à Pétrograd (ensuite Léningrad), où elle reste jusqu'en 1941. À la suite de l'invasion allemande, l'institut où travaille Zeldovitch est évacué à Kazan. Zeldovitch quitte ensuite Kazan pour Moscou, pendant l'été 1943.
En mai 1931, âgé de 17 ans, Zeldovitch devient garçon de laboratoire à l'institut de chimie physique de l'Académie des sciences d'URSS (il restera associé à cet institut jusqu'à la fin de sa vie). Autodidacte, il est admis en 1936 à défendre sa thèse doctorale qui porte sur l'adsorption et la catalyse sur des surfaces hétérogènes. Dans cette thèse, Zeldovitch fournit la fondation théorique expliquant l'isotherme d'adsorption classique (ou de Freundlich). En 1939, il obtient le titre de docteur ès sciences en physique et en mathématiques, sa dissertation doctorale porte sur l'oxydation de l'azote, le mécanisme qu'il découvre est appelé « Thermal NO Mechanism » ou « Zeldovich Mechanism ».
Entre 1937 et 1948, il travaille sur la théorie de l'ignition, la combustion et la détonation. En 1939-1940, avec Iouli Khariton, il réalise d'importantes avancées sur la théorie des réactions en chaîne. En 1943, il commence sa participation au projet soviétique de bombe atomique sur lequel il travaille avec Igor Kourtchatov. Son travail sur ce projet se poursuit jusqu'en 1963.
En 1952, débutent ses recherches dans le domaine des particules élémentaires. Il prédit la désintégration bêta du méson pi. Avec S. Gershtein, il note l'analogie entre l'interaction faible et la force électromagnétique et en 1954 il prédit la fusion catalysée par muons (Andreï Sakharov et F.C. Frank sont eux aussi crédités de cette prédiction). En 1977, Zeldovitch reçoit la médaille Kourchatov, la plus haute distinction soviétique en physique nucléaire pour « ses prédictions des propriétés des neutrons ultra-froids, leur détection et leur étude. »

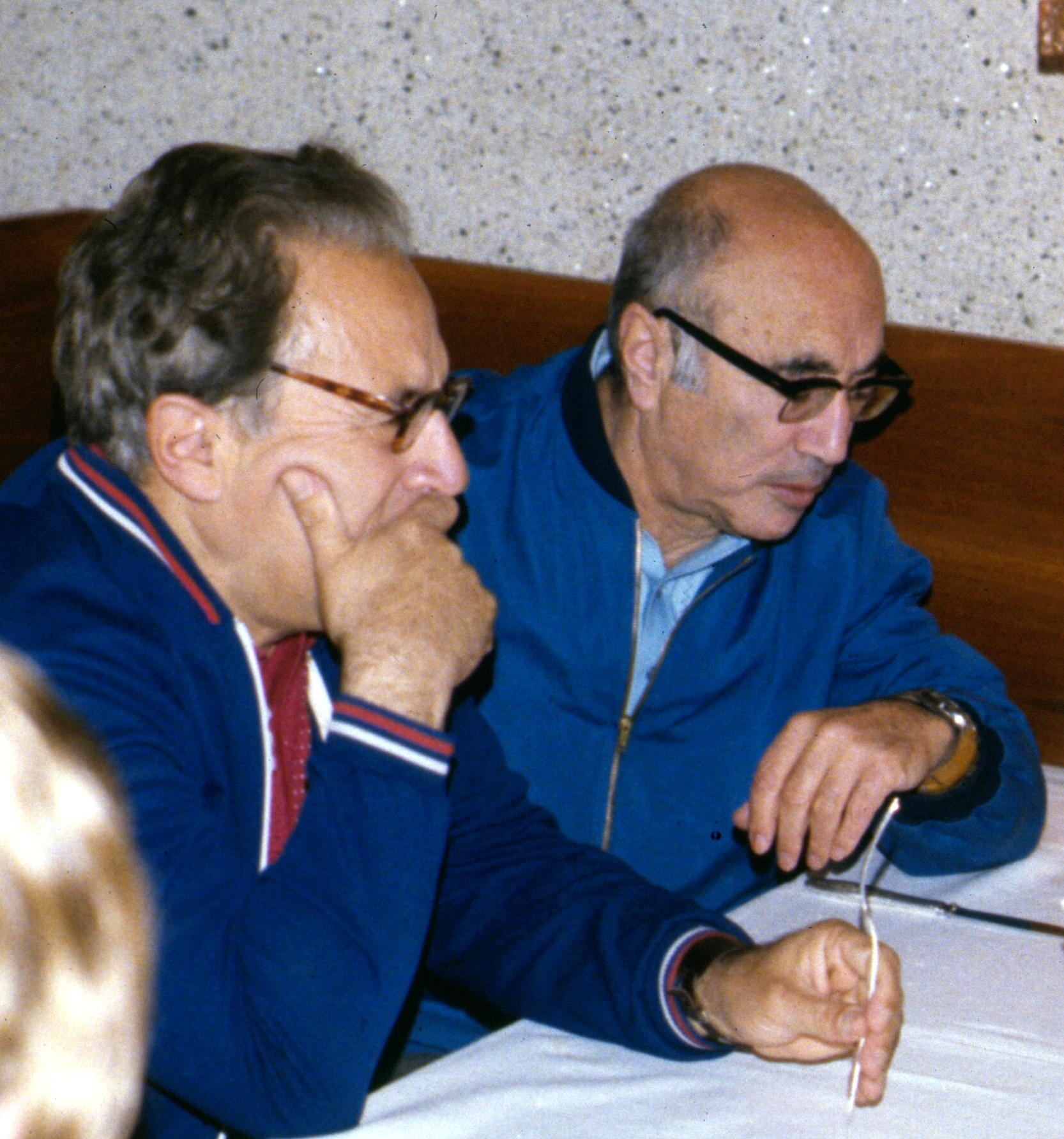
Y. Zeldovitch (à droite) en compagnie de l'astrophysicien soviétique Iossif Chklovski, en août 1977.

En 1965, à 51 ans, il passe à l'astrophysique et à la cosmologie. La même année il devient professeur du département de physique de l'université de Moscou et prend la tête de la division d'astrophysique relativiste de l'Institut astronomique Sternberg. Zeldovitch travaille sur la théorie de l'évolution d'un univers chaud, les propriétés du fond diffus cosmologique, la structure de l'univers à grande échelle et les trous noirs. Il prédit avec Rashid Sunyaev que le fond diffus doit être soumis à l'effet Compton inverse (voir l'effet Sunyaev-Zel'dovich). Il est élu membre étranger de la Royal Society le 26 avril 1979.
Stephen Hawking a dit de Zeldovitch : « avant de vous avoir rencontré, je pensais que vous étiez un auteur collectif, comme Bourbaki. »[réf. nécessaire]
Il est le père du physicien russo-américain Boris Iakovlevitch Zeldovitch (1944-2018).

## Honneurs

### Distinctions
- Ordre de la Bannière rouge 1945 et 1964 ;
- Héros du travail socialiste 1949, 1953 et 1957 ;
- Ordre de Lénine 1949, 1962 et 1974 ;
- Ordre de la Révolution d'Octobre 1962 ;
- Doctorats honorifiques de plusieurs universités ;
- Membre honoraire de plusieurs associations de physiciens.

### Affiliations
- Société royale de Londres (Royal Society) ;
- Académie allemande des sciences Leopoldina ;
- Académie américaine des arts et des sciences, des États-Unis ;
- National Academy of Sciences, des États-Unis ;
- Académie hongroise des sciences (Magyar Tudományos Akadémia).

### Prix et médailles
- Prix Staline 1943, 1949, 1951 et 1953 ;
- Prix Lénine 1957 ;
- Médaille Mason 1972 (travaux sur explosions et ondes de choc) ;
- Médaille Kurchatov 1977 (physique nucléaire), de l'Académie soviétique des sciences ;
- Médaille Bruce 1983 (astronomie)[5] ;
- Médaille d'or de la Royal Astronomical Society 1984 ;
- Médaille Luis 1984 (travaux sur explosions et ondes de choc) ;
- Médaille Dirac 1985 de l'Abdus Salam International Centre for Theoretical Physics.

### Hommage
- L'astéroïde (11438) Zeldovich porte son nom.

## Publications
- Ya. B. Zeldovich et Yu. P. Raizer, Elements of Gas Dynamics and the Classical Theory of Shock Waves, New York: Academic Press, 1968.
- Ya. B. Zeldovich et I. D. Novikov, Relativistic Astrophysics, Vol. 1: Stars and Relativity. Mineola, NY: Dover Publications, 1996  (ISBN 0-486-69424-0).
- Ya. B. Zeldovich et I. D. Novikov, Relativistic Astrophysics, Vol. 2: The Structure and Evolution of the Universe. Chicago, IL: University of Chicago Press, 1971.
- Yakov Borisovich Zeldovich, Selected works of Yakov Borisovich Zeldovich, Vol. 1 & 2. Princeton University Press, 1992-1993  (ISBN 9780691087436).
- Ya. B. Zeldovich, Physics of Shock Waves and High-Temperature Hydrodynamic Phenomena. Mineola, NY: Dover Publications, 2002  (ISBN 0-486-42002-7).